# Pont de Fleurville
Le pont de Fleurville est un pont reliant la commune de Pont-de-Vaux (Bresse) dans le département de l'Ain et la commune de Fleurville (Haut-Mâconnais), dans le département de Saône-et-Loire. Il relie ainsi le Haut-Mâconnais à la Bresse.

## Description
D'une longueur de 181 mètres, il se situe sur la route départementale 433a. Sa fréquentation quotidienne s'élève à 6 700 véhicules.
Ce pont fonctionne à l'aide de feux tricolores (il est donc impossible de s'y croiser). 

## Histoire
Il fut construit de 1898 à fin 1899, à partir d'une structure sortie des ateliers du Petit Creusot à Chalon-sur-Saône (poids de l'ossature seule : 596 tonnes). Son coût : 500 000 francs.
Ce pont, dont le projet remonte à 1894, devait notamment permettre, outre le trafic routier, la circulation du train à voie métrique (dit tacot) reliant Fleurville à Pont-de-Vaux. Ses travaux débutèrent en 1898, conduits par les usines Schneider du Creusot (ateliers de Chalon-sur-Saône) et suivis par M. Martin, ingénieur des ponts et chaussées à Mâcon.
Ce pont de type bow-string (pont muni d'un tablier et de poutres latérales en arc au-dessus du tablier) fut construit sur les piles et culées du pont suspendu « en fil de fer » qu'il remplaçait, raccourci de 2,20 mètres.
Il fut inauguré le 27 octobre 1901 par Pierre Baudin, ministre des Travaux publics, et Léon Mougeot, sous-secrétaire d'État aux Postes et Télégraphes, et les échanges entre les communes du canton de Lugny (rive droite) et celui de Pont-de-Vaux (rive gauche) s'en trouvèrent immédiatement facilités. Le tacot emprunta l'ouvrage pour la première fois le 14 janvier 1901 et ses allers-retours ne cessèrent que le 15 avril 1936.
Il a connu, depuis, plusieurs renforcements et réparations, notamment à la suite de sa destruction à l'explosif par les Allemands le 3 septembre 1944, qui imposa sa reconstruction à l'identique (avec des piles surélevées pour améliorer la navigation sur la Saône). 

## Avant la construction du pont
L'ouvrage succéda à un pont suspendu (« en fil de fer ») qui avait été construit en 1835 (trois travées et platelage de bois sur deux piles de maçonnerie) et qui avait lui-même succédé à un bac.
Antérieurement à la Révolution, et de ce fait bien avant la construction du premier pont enjambant la Saône, on traversait déjà le fleuve à Fleurville, par bac, et au seigneur de Lugny appartenaient, à raison de sa baronnie, le tiers avec le seigneur de Senozan et les habitants de Fleurville « du droit de passage sur la Saône audit Fleurville ».

## Reconstruction
Il est prévu pour fin 2022 la mise en service d'un nouveau pont, 50 mètres en amont du pont actuel (à la suite d'un accord signé en 2016 par André Accary et Damien Abad, présidents du conseil départemental de Saône-et-Loire et du conseil départemental de l'Ain). Après construction de ce nouveau pont dont la maîtrise d'ouvrage sera assurée par le département de l'Ain (coût estimé : 17 millions d'euros TTC), l'actuel Pont de Fleurville serait démoli.

## Sources
- « Le pont métallique a connu plusieurs transformations depuis 1899 », Le Journal de Saône-et-Loire, édition du samedi 5 janvier 2019, page 18.
- Maurice Brocard, L'Ain des grands ponts. Ain. Rhône. Valserine. Saône., Lyon, Éditions de la Tour Gile, 1993.
- Louis Bonnamour, Les ponts sur la Saône. De Lyon à Verdun-sur-le-Doubs, des origines au milieu du XXe siècle, Collections Nathalie et François Murtin, Larnaud, 2012  (ISBN 2-9524498-2-1).
- « Itinérances en Bourgogne-du-Sud : 10 circuits-découverte des ponts sur les rivières Grosne, Guye, Saône, Seille », livret de 104 pages édité par la Fédération des associations partenaires du pays d'art et d'histoire « Entre Cluny et Tournus » (FAPPAH), 2020  (ISBN 978-2-9556826-2-3).